# Stig Lundgren
Stig Harald Edvard Lundgren, född 24 juni 1915 i S:t Matteus församling i Stockholm, död 1 november 1993 i Skarpnäcks församling i Stockholm, var en svensk skolledare och socialdemokratisk politiker.
Stig Lundgrens familj flyttade 1922 till Hofors, där Lundgren senare var dräng på bruket fram till 1944. Under andra världskriget var han officer. Åren 1944–1949 var han föreståndare för SSU:s förbundsskola Bommersvik. Han blev senare kommunalpolitiker med uppdrag i skolstyrelsen. Lundgren började 1950 arbeta på den socialdemokratiska partiexpeditionen och på Arbetsmarknadsstyrelsen ett tag under 1963 innan han rekryterades till regeringskansliet för att bli expert på grundlagsfrågor fram till 1970. Därefter arbetade han på utbildningdepartementet med Ingvar Carlsson. Han blev chef för Regionmusiken 1973. Lundgren har också suttit i Sveriges Radios styrelse.
Han var från 1944 gift med Anna Ingegärd Lundgren (född 1920).